# 普朗德拜 (德龙省)
普朗德拜（法語：Plan-de-Baix）是法国德龙省的一个市镇，属于迪耶区（Die）克雷斯北县（Crest-Nord）。该市镇总面积19.39平方公里，2009年时的人口为137人。

## 人口
普朗德拜人口变化图示